# 운천초등학교 (경기)
운천초등학교는 대한민국 경기도 오산시에 있는 공립 초등학교이다.
본 학교는 폐교 하지 않았음을 알려 드립니다

## 학교 연혁
- 2000년 1월 8일 운천초등학교 설립 인가
- 2000년 4월 10일 개교(초등 6학급, 병설유치원 1학급 편성) 및 초대 송영종 교장 취임
- 2001년 2월 17일 제1회 졸업식(27명)
- 2003년 9월 1일 제2대 이완범 교장 취임
- 2004년 11월 7일 경기도교육청 지정 주5일 수업제 선도학교 운영보고회 개최
- 2006년 3월 1일 제3대 고일석 교장 취임
- 2006년 12월 29일 전국 초중고 100대 교육과정 우수학교 선정
- 2007년 2월 16일 경기도교육청·경기도청 공동 학교급식평가 우수학교 선정
- 2007년 6월 13일 중국 심양시 소재 화신조선족 소학교와 글로벌 자매결연 체결
- 2008년 4월 8일 운천초등학교 부설 영재학급 개설
- 2009년 9월 1일 경기도교육청 지정 교원능력 개발평가 선도학교 3년차 운영
- 2009년 12월 24일 학교평가 최우수 학교 선정 교육과학기술부장관 표창
- 2010년 12월 31일 경기도화성오산교육지원청 영재교육기관 컨설팅결과 우수기관 선정
- 2011년 2월 17일 경기도교육청지정 '2009 개정 교육과정' 선도학교 운영
- 2011년 3월 1일 2011 오산시 혁신학교 브랜드 '물향기 학교' 운영
- 2012년 2월 29일 학교 연차보고서 최우수학교 교육감 표창
- 2012년 11월 30일 대한민국 좋은학교박람회 우수학교 교과부 표창
- 2012년 12월 17일 지속가능발전교육 우수사례 교과부 표창
- 2012년 12월 31일 전국 100대 교육과정 우수학교 경기도교육감 표창
- 2013년 3월 1일 제5대 임현숙 교장 취임
- 2015년 2월 13일 제15회 졸업식(178명 졸업, 총 2,912명)
- 2015년 3월 1일 제6대 이문로 교장 취임
- 2015년 3월 1일 초등 38학급, 유치원 3학급 및 영재학급 1학급 편성